# 南梅賽德斯區
南梅賽德斯區（西班牙語：Mercedes Sur），是哥斯達黎加的一個區，位於該國中部聖何塞省，面積190.87平方公里，海拔高度1,125米，2011年人口5,866，該區人口密度每平方公里30.73人。